# 1071 Brita
1071 Brita је астероид главног астероидног појаса са пречником од приближно 50,29 .
Афел астероида је на удаљености од 3,112 астрономских јединица (АЈ) од Сунца, а перихел на 2,485 АЈ.
Ексцентрицитет орбите износи 0,112, инклинација (нагиб) орбите у односу на раван еклиптике 5,371 степени, а орбитални период износи 1710,280 дана (4,682 године).
Апсолутна магнитуда астероида је 10,10 а геометријски албедо 0,063.
Астероид је откривен 3. марта 1924. године.